# Cabanac-Cazaux
Cabanac-Cazaux is een gemeente in het Franse departement Haute-Garonne (regio Occitanie) en telt 117 inwoners (2009). De plaats maakt deel uit van het arrondissement Saint-Gaudens.

## Geografie
De oppervlakte van Cabanac-Cazaux bedraagt 3,8 km², de bevolkingsdichtheid is dus 30,8 inwoners per km².
De onderstaande kaart toont de ligging van Cabanac-Cazaux met de belangrijkste infrastructuur en aangrenzende gemeenten.

## Demografie
Onderstaande figuur toont het verloop van het inwonertal (bron: INSEE-tellingen).